# Preparació de la matriu

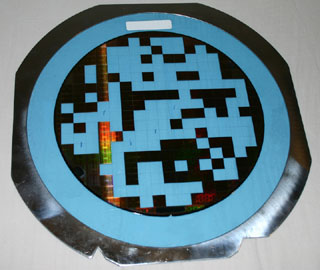
oblia enganxada a cinta blava i tallada a trossos, amb algun dau individual eliminat

La preparació de la matriu és un pas de la fabricació de dispositius semiconductors durant el qual es prepara una oblia per a l'embalatge i les proves d'IC. El procés de preparació de la matriu consisteix normalment en dos passos: muntatge de l'oblia i tallat a daus.

## Muntatge d'oblies
El muntatge d'oblies és un pas que es realitza durant la preparació de matriu d'una oblia com a part del procés de fabricació de semiconductors. Durant aquest pas, l'oblia es munta sobre una cinta de plàstic que s'enganxa a un anell. El muntatge de l'oblia es realitza just abans de tallar l'oblia en matrius separades. La pel·lícula adhesiva sobre la qual es munta l'oblia assegura que els encunys individuals romanguin fermament al seu lloc durant el "tall a daus", com s'anomena el procés de tall de l'oblia.
La imatge de la dreta mostra una oblia de 300 mm després de muntar-la i tallar-la a daus. El plàstic blau és la cinta adhesiva. L'oblia és el disc rodó del mig. En aquest cas, ja es van retirar un gran nombre de daus.

## Troquelat per semiconductors
En la fabricació de dispositius microelectrònics, el troquelat, el tall a daus o la separació és un procés de reducció d'una oblia que conté múltiples circuits integrats idèntics a matrius individuals que conté cadascun d'aquests circuits.
Durant aquest procés, una oblia amb fins a milers de circuits es talla en peces rectangulars, cadascuna anomenada matriu. Entre aquestes parts funcionals dels circuits, es preveu un espai prim no funcional on una serra pot tallar l'oblia amb seguretat sense danyar els circuits. Aquest espai s'anomena línia de traçat o carrer de serra. L'amplada de l'escriba és molt petita, normalment al voltant de 100 μm. Per tant, es necessita una serra molt fina i precisa per tallar l'oblia a trossos. Normalment, el tallat a daus es realitza amb una serra circular refrigerada per aigua amb dents amb punta de diamant.

## Tipus de fulles
La composició més comuna de la fulla utilitzada és un enllaç metàl·lic o de resina que conté gra abrasiu de diamant natural o més comunament sintètic, o borazon en diverses formes. Alternativament, l'adhesió i el gra es poden aplicar com a recobriment a un formador de metall. Veure eines de diamant.